# Butik

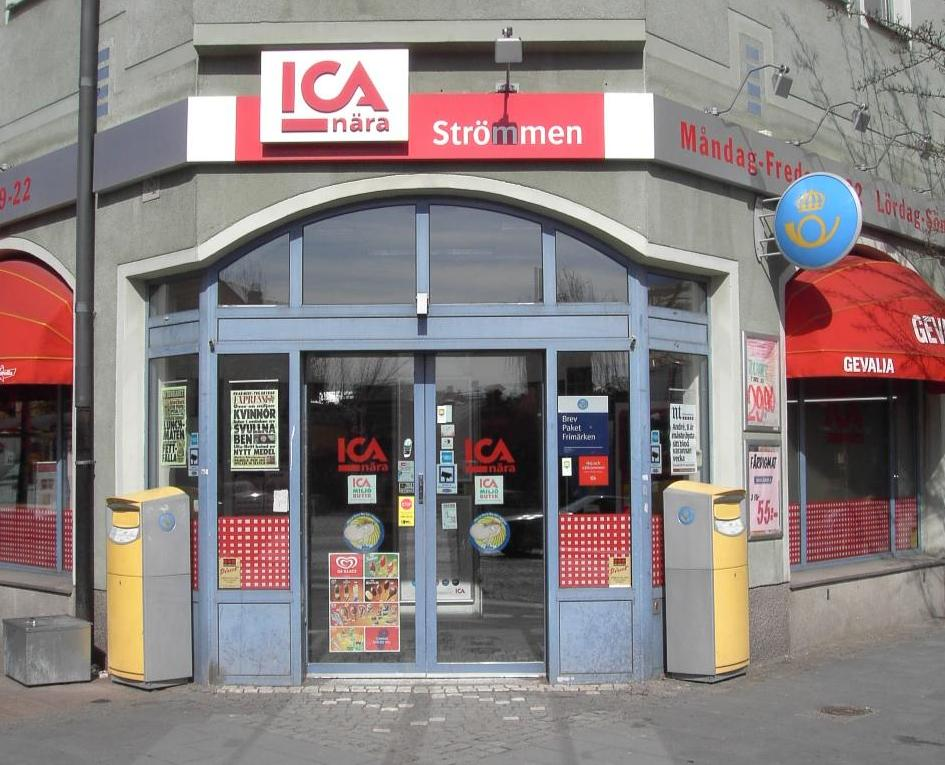
ICA Strömmen i Norrköping.

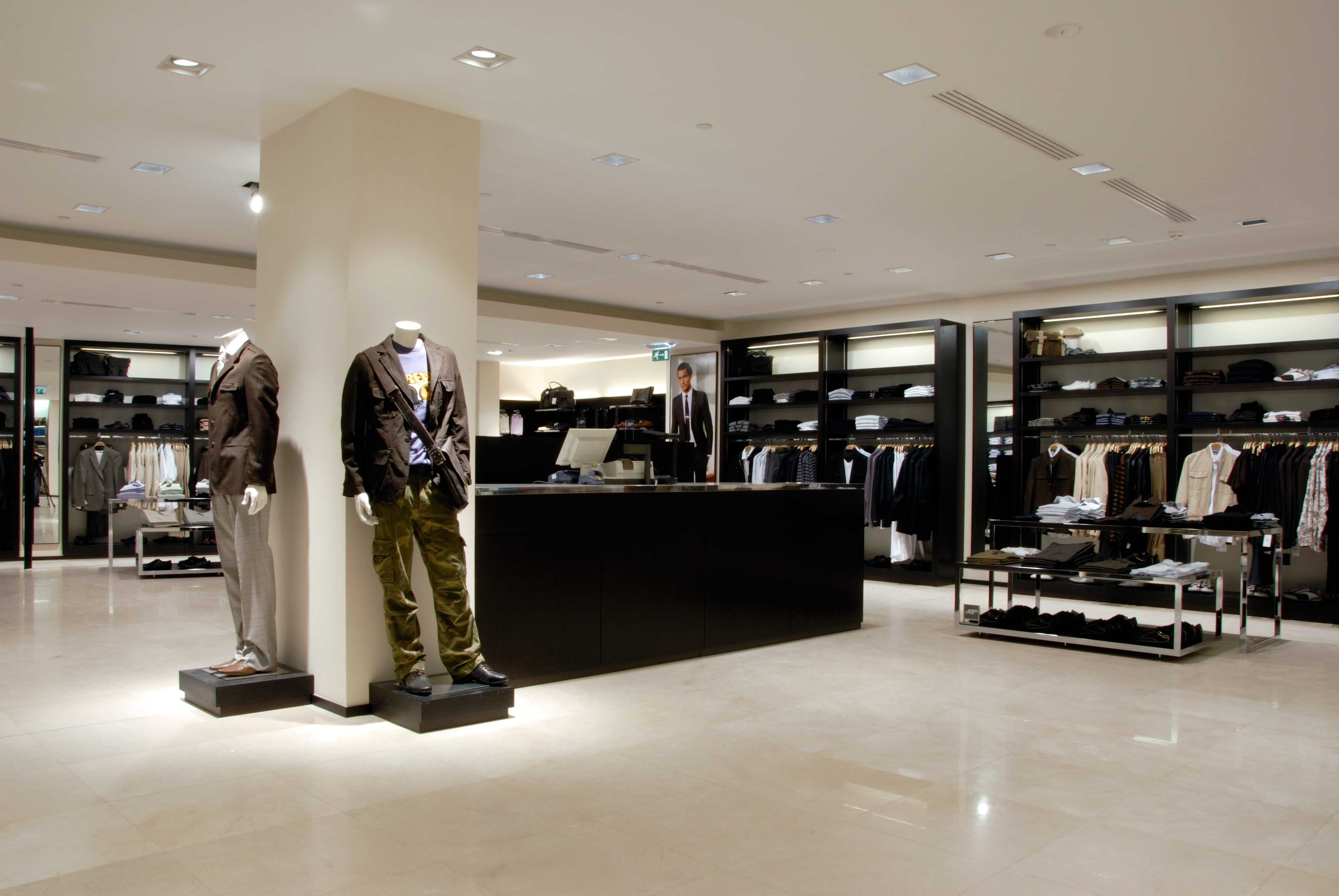
Klädaffär.

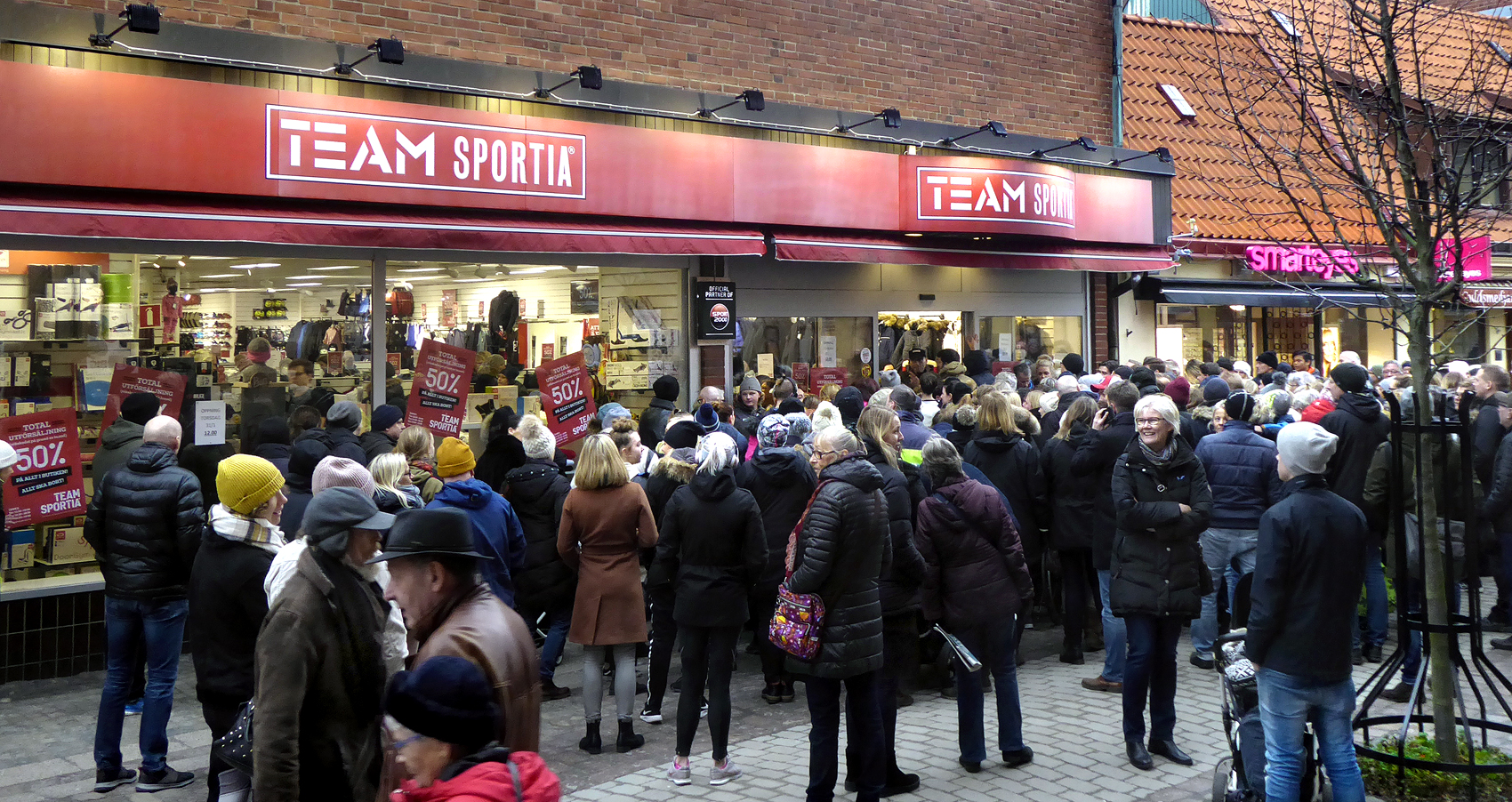
Team Sportia har rea i butiken i Ystad.

Butik, affär eller äldre handelsbod är en lokal avsedd för detaljhandel.
I en butik av äldre modell finns varorna bakom en disk, där personalen samlade ihop varorna åt kunderna. I en självbetjäningsbutik kan kunden vandra runt mellan varorna, och betalar i en kassa. Självbetjäningsbutiker för dagligvaror kallas snabbköp.
En flaggskeppsbutik är en kedjas största eller mest marknadsförda butik, ofta med kedjans hela varusortiment och ofta belägen på en framträdande adress, i Stockholm t.ex. i den så kallade gyllene triangeln. 
I många branscher har de fysiska butikerna allt mer fått konkurrens från inköp gjorda över Internet.
En klädbutik eller klädaffär är en butik där man kan handla kläder, såsom jackor, byxor och tröjor. Många klädbutiker är försedda med provhytter.
Några kända klädaffärer är buktikskedjorna H&M, Vero Moda, Gina Tricot, JC, Kappahl, Cubus och BikBok.

## Typer av butiker
- Allivsbutik
- Dagligvarubutik
- Detaljhandel
- Fabriksbutik
- Flaggskeppsbutik
- Gratisbutik
- Gårdsförsäljning
- Lanthandel
- Lågprisvaruhus
- Snabbköp
- Servicebutik
- Stormarknad
- Varuhus